# Theriologia Ukrainica
«Theriologia Ukrainica» (до 2018 як Праці Теріологічної школи, Proceedings of the Theriological School) — наукове фахове видання Національного науково-природничого музею НАН України та Українського теріологічного товариства, в рамках якого діє мережа фахівців Теріологічна школа.

## Загальна інформація
Видання присвячене дослідженням ссавців, переважно в обсязі фауни Східної Європи.
«Праці Теріологічної школи» видаються 1-2 рази на рік (до 2014 р. раз на один-два роки): упродовж 1998—2019 рр. видано 18 випусків. Більшість випусків є тематичними, присвяченими одній із актуальних тем досліджень, зокрема за тематикою щорічних Теріологічних шкіл-семінарів, проте з 2010 року ця тематичність стала до певної міри формальною, а з 2016 року цю практику називання томів власними назвами припинено остаточно, хоча том 2016 року і був присвячений одній темі — дослідженням кажанів.
Тематичними виданнями Українського теріологічного товариства залишилися випуски Теріологічного бюлетеню Novitates Theriologicae (видається з 2000 року, вийшло 10 випусків). Журнал після 2016 р. перейшов остаточно на формат поточних публікацій без обмежень тематики статей, проте зі збереженням рубрикації томів. з 2019 року початки випуск двох випусків (томів) на рік.
З 2012 року — ISSN 2312-2749, з 2018 — ISSN 2616-7379 (print) та ISSN 2617-1120 (online).

## Випуски та їх хронологія
Видання започатковано 1998 року рішенням Ради Українського теріологічного товариства НАН України. Його презентація відбулася на 5 Теріологічній школі (вересень 1998), що проходила на біостанції «Гайдари». Перші випуски були тематичними й випускалися в серії ISBN 966-02-0692-5. Надалі, з 2012 року видання стало періодичним, з ISSN (див. вище) і позначенням випусків як «том».
Науковий редактор і упорядник 1–16 випусків — Ігор Загороднюк. Головний редактор випусків 1-5 — голова товариства Вадим Топачевський, випусків 6-11 — в.о.голови товариства Ігор Ємельянов, 12-18 — заступник голови товариства і голова Теріологічної школи Ігор Загороднюк; з 2020 року головним редактором буде проф. Леонід Рековець.
- випуск 1. Європейська ніч кажанів в Україні '98 (Київ, 1998. 198 с.) ISBN 966-02-0693-3.
- випуск 2. Ссавці України під охороною Бернської конвенції (Київ, 1999. 222 c.) ISBN 966-02-1280-1.
- випуск 3. Кажани України та суміжних країн: керівництво для польових досліджень (Київ, 2002. 108 с.) ISBN 966-02-2476-1.
- випуск 4. Хохуля (Desmana moschata) в басейні Сіверського Дінця (Київ, 2002. 64 с.) ISBN 966-02-2477-X.
- випуск 5. Польовий визначник дрібних ссавців України (Київ, 2002. 60 с.) ISBN 966-02-2642-X.
- випуск 6. Фауна печер України (Київ, 2004. 248 с.) ISBN 966-02-3635-2.
- випуск 7. Теріофауна сходу України (пам'яті Олександра Кондратенко) (Луганськ, 2006. 352 с.) ISBN 966-02-3985-8.
- випуск 8. Фауна в антропогенному середовищі (Луганськ, 2006. 245 с.) ISBN 966-02-3986-6.
- випуск 9. Раритетна теріофауна та її охорона (Луганськ, 2008. 312 с.) ISBN 978-966-02-4638-6.
- випуск 10. Моніторинг теріофауни (Луганськ, 2010. 180 с.) ISBN 978-966-02-4639-3.
- том 11. Мінливість та екологія ссавців (Київ, 2012. 168 с.). ISSN 2312—2749.
- том 12. Різноманіття ссавців (Київ, 2014. 144 с.). ISSN 2312—2749.
- том 13. Теріологічні дослідження (Київ, 2015. 144 с.). ISSN 2312—2749.
- том 14. Екологія та географія ссавців (Київ, 2016. 180 с.) ISSN 2312—2749
- том 15. Теріологічні дослідження 2017 (Київ, 2017. 180 с.) ISSN 2312—2749
- том 16. Дослідження кажанів (Київ, 2018. 200 с.) p-ISSN 2616-7379 e-ISSN 2617—1120
- том 17. Theriologia Ukrainica (Київ, 2019. 156 с.) p-ISSN 2616-7379 e-ISSN 2617—1120
- том 18. Theriologia Ukrainica (Київ, 2019. 168 с.) p-ISSN 2616-7379 e-ISSN 2617—1120

Починаючи з випуску 9 (2008 рік), на обкладинку журналу виноситься фото одного з видів ссавців фауни України, зроблене українськими зоологами та любителями природи і передане в надбання Теріошколи, зокрема й редакції, про що зазначено на звороті кожної з обкладинок. Зокрема, на обкладинці тому 15 вміщено фото їжака, розміщене з нагоди Року Їжака, що проводило товариство у 2017 році; автором фото є Тетяна Турейська. На обкладинці тому 17 вміщено фото одного з видів кажанів (автор Михайло Дребет), оскільки цей випуск присвячено дослідженням кажанів, на обкладинці тому 18 вміщено фото вовка (автор Сергій Гащак). Повну колекцію обкладинок розміщено на одній зі сторінок сайту Праць: Архів номерів [Архівовано 26 січня 2018 у Wayback Machine.].

## Статистика щодо видання

Динаміка виходу статей і їх цитувань у журналі Праці Теріологічної Школи: дані на 1.01.2018.

Аналіз статистики видання (динаміка і обсяги публікацій та їх цитувань) викладена у випуску ПТШ за 2015 рік. Починаючи з рубежу виходу 300-ї статті, кількість цитувань (за версією google scholar [Архівовано 18 січня 2018 у Wayback Machine.]) переросла кількість виданих праць, і на початок 2018 р. це співвідношення становить 2,34 цитування на 1 опубліковану статтю.
- перший випуск: 1998 рік
- на сьогодні видано: 18 випусків (томів);
- загальний обсяг перших 18 томів: 3342 сторінок;
- середній обсяг одного тому: 186 сторінок;
- загальна кількість опублікованих статей: 445 праць;
- середній обсяг однієї статті: 7,6 сторінок (томи 14-18 — 7,1-9,5 сторінок);

### журнал online
- сайт видання з архівом всіх статей: http://terioshkola.org.ua/ua/journal.htm [Архівовано 25 листопада 2017 у Wayback Machine.]
- архів в Національному репозитарії академічних текстів — томи 14-18 [Архівовано 22 лютого 2020 у Wayback Machine.]

### цитування
- індекс Гірша за версією google (дані на 18.01.2021): h = 16 [Архівовано 28 жовтня 2017 у Wayback Machine.],
- сума цитувань  — 1746, 323 цитовані праці, у тому числі 821 цитувань за останні 5 років
- індекс i10 за версією google: i10 = 45 [Архівовано 28 жовтня 2017 у Wayback Machine.] (кількість праць, що цитовані не менше 10 разів кожна).

### мова публікацій
Починаючи з Тому 12 (2014 рік), журнал регулярно публікує статті англійською мовою: том 12 (2014) — одна, том 13 (2015) — три, том 14 (2016) — сім, том 15 (2017) — 7 статей, том 16 (2018) — 8 статей, том 17 (2019) — 5 статей, том 18 (2019) — 9 статей. Загалом до початку 2020 року видано 40 англомовних праць.

## Статуси видання
Видання є журналом, що публікується як науковий продукт Національного науково-природничого музею НАН України спільно з Українським теріологічним товариством НАН України, яке діє при цьому музеї.
Журнал включено до Переліку фахових видань, рекомендованих ДАК України. Це слідує з Наказу Міністерства освіти і науки України № 1601 від 22.12.2016 р.
Журнал пройшов перереєстрацію в ДАК України у зв'язку з вимогами всім журналам подати документи на відповідність одній з трьох (А, Б, В) категорій, і 04.06.2020 експертна раза ДАК ухвалила рішення про відповідність видання категорії «Б» — основній категорії наукових фахових видань України за спеціальностями «біологія» та «екологія», а 24.09.2020 — за спеціальністю «лісове господарство». Загалом фаховість видання визнана за трьома спеціальностями: «біологія», «екологія», «лісове господарство» (остання включає мисливське господарство).
Журнал має реєстрації та профілі в наступних сервісах
- Google Scholar >>> [Архівовано 28 листопада 2020 у Wayback Machine.]
- DOAJ, з 06.05.2019 р. >>> [Архівовано 4 червня 2020 у Wayback Machine.]
- CrossRef, з 2010 р. https://doi.org/10.15407/pts
- Index Copernicus, в базі з 2018 р., індексація з 2019 р. >>> [Архівовано 3 грудня 2020 у Wayback Machine.]
- Scientific Indexing Service, з 2018 р. >>> [Архівовано 20 лютого 2020 у Wayback Machine.]

## Найцитованіші праці

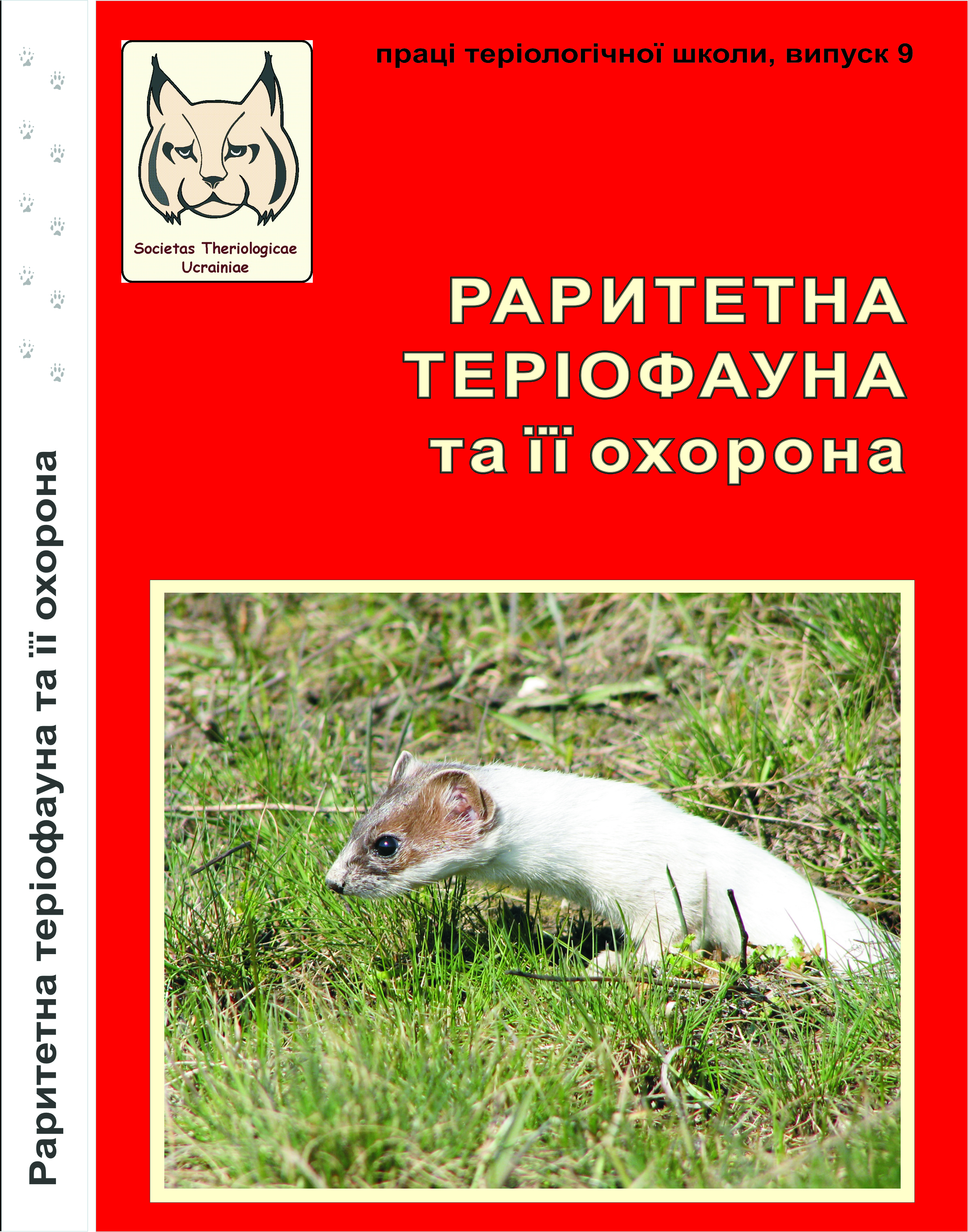
Обкладинка випуску 9 Праць — найбільш цитованого випуску журналу

Обкладинка випуску 11 Праць

Обкладинка тому 18 (2019), як Theriologia Ukrainica

### найбільш цитовані праці останніх 10 років
10 найцитованішими працями за останні 10 років (2010—2019, за  [Архівовано 18 січня 2018 у Wayback Machine.]), які дають уявлення про особливості публікацій у виданні, є такі:
- Результати роботи київського контакт-центру з рукокрилих у 2012—2015 рр. [Results of the work of the Kyiv bat contact centre in 2012—2015] / Л. Годлевська. Праці Теріологічної Школи, 2015, том 13: 11-19. (13 цит.) pdf [Архівовано 10 грудня 2020 у Wayback Machine.]
- Териологические коллекции и вопросы морфологической диагностики белозубок рода Crocidura / Н Товпинец. Праці Теріологічної Школи, 2012, том 11: 77-88. (10 цит.) pdf [Архівовано 14 лютого 2020 у Wayback Machine.]
- Changes in taxonomic diversity of Ukrainian mammals for the last three centuries: extinct, phantom, and alien species / I Zagorodniuk. Proceedings of the Theriological School, 2014, том 12: 3-16. (8 цит.) pdf [Архівовано 30 серпня 2021 у Wayback Machine.]
- Итоги тридцатилетнего изучения мелких млекопитающих Крыма. Часть 1. Введение, состав фауны, ареалы [Results of a 30-years-long investigation of small mammals in Crimea. Part 1] / И Евстафьев. Праці Теріологічної Школи, 2015, том 13: 20-34. (7 цит.) pdf [Архівовано 6 березня 2022 у Wayback Machine.]
- Близькі види кажанів у фауні України: відмінності та місце в структурі угруповань [Close bat species in the Ukrainian fauna: differences and position in the structure of communities] / І Загороднюк. Theriologia Ukrainica, 2018, том 16: 51-76. (6 цит.). pdf [Архівовано 9 лютого 2020 у Wayback Machine.]
- Endemism in the mammalian fauna of the Carpathians / Z Barkasi. Proceedings of the Theriological School, 2016, том 14, 3-15. (6 цит.) pdf [Архівовано 6 березня 2022 у Wayback Machine.]
- Итоги тридцатилетнего изучения мелких млекопитающих Крыма. Часть 2. Экология видов [Results of a 30-years-long investigation of small mammals in Crimea. Part 2] / И Евстафьев. Праці Теріологічної Школи, 2016, том 14: 103—120. (6 цит.) (з пдф) [Архівовано 17 жовтня 2020 у Wayback Machine.]
- The beaver's (Castor fiber L.) appearance in the Uzhanskyi National Park and perspectives of emergence of its mountain populations in Zakarpattia / N Koval. Proceedings of the Theriological School, 2015, том 13: 61-67. (6 цит.) pdf [Архівовано 13 грудня 2020 у Wayback Machine.]
- The bat fauna (Mammalia, Chiroptera) of Stary Zhaden Zakaznik, Southern Belarus / V Dombrovski, V Fenchuk, D Zhurauliou. Proceedings of the Theriological School, 2017, том 15: 3-9. (5 цит.) pdf [Архівовано 18 жовтня 2020 у Wayback Machine.]
- Mole-rat from Khortytsia in the light of morphological and geographical relations between Spalax zemni and S. microphthalmus / M Korobchenko, I Zagorodniuk. Proceedings of the Theriological School, 2016, том 14: 85-94. pdf [Архівовано 13 жовтня 2020 у Wayback Machine.]
- Brown bear (Ursus arctos L.) in the Chornobyl Exclusion Zone / S Gashchak, Y Gulyaichenko, NA Beresford, MD Wood. Proceedings of the Theriological School, 2016, том 14: 71-84. pdf [Архівовано 6 травня 2021 у Wayback Machine.]

### праці, що мають 10 і більше цитувань
Такими працями є (окрім згаданих вище і окрім монографічних збірників, тобто тільки статті, але без самоцитувань):
- Состояние популяций рукокрылых Западного Подолья / Н. Полушина // ПТШ. 1998. Вип. 1 (Європейська ніч кажанів '98 в Україні). С. 106–116. (18 цит., без самоцит.)[5]

- Особенности питания ушастой совы (Asio otus) в Донецко-Донских и Приазовских степях / А. Кондратенко, В. Кузнецов, В. Тимошенков // ПТШ. 2006. Вип. 7 (Теріофауна сходу України). С. 77–79. (13 цит., без самоцит.)[6]

- Контрольний список теріофауни України / І. Загороднюк // Праці Теріологічної Школи. 1999. Вип. 2 (Ссавці України під охороною Бернської конвенції). С. 202–210. (11 цит., без самоцит.)[7]

- Статистический анализ приуроченности видов и структуры сообществ / В. А. Наглов, И. В. Загороднюк // ПТШ. 2006. Вип. 7 (Теріофауна сходу України). С. 291–300. (11 цит., без самоцит.)[8]

- Екологія природно-вогнищевих інфекцій за участю ссавців на Луганщині / М. Коробченко // ПТШ. 2006. Вип. 7 (Теріофауна сходу України). С. 276–290. (11 цит., без самоцит.)[9]

## Автори
Серед авторів ПТШ є такі дослідники, як Михайло Банік, Золтан Баркасі, Тарас Башта, Володимир Бондаренко, Володимир Борейко, Роберт Варгович, Олексій Василюк, Віталій Вєтров, Денис Вишневський, Анатолій Волох, Сергій Гащак, Олена Годлевська, Віталій Грищенко, Павло Гольдін, Ігор Дикий, Альфред Дулицький, Ігор Євстаф'єв, Сергій Жила, Ігор Загороднюк, Олександр Киселюк, Олександр Кондратенко, Марина Коробченко, Ігор Кривицький, Валентин Крижанівський, Юлій Крочко, Іван Парнікоза, Богдан Пилявський, Ігор Поліщук, Надія Полушина, Василь Придатко-Долін, Леонід Рековець, Богдан Рідуш, Микола Роженко, Володимир Рошко, Зоя Селюніна, Леонід Тараненко, Василь Ткач, Микола Товпинець, Віктор Токарський, Павло Хоєцький, Йосип Черничко, Ігор Шидловський та ін.

## Theriologia Ukrainica в Інтернеті
Журнал представлений в кількох сервісах і на кількох вебсайтах.
- офіційний сайт видання (українська версія) [Архівовано 25 листопада 2017 у Wayback Machine.]
- офіційний сайт видання (англійська версія) [Архівовано 8 листопада 2017 у Wayback Machine.]
- сторінка Theriologia Ukrainica на сайті Національного науково-природничого музею (українською) [Архівовано 25 лютого 2020 у Wayback Machine.]
- сторінка Theriologia Ukrainica на сайті Національного науково-природничого музею (англійською) [Архівовано 22 червня 2020 у Wayback Machine.]
- сторінка Theriologia Ukrainica на сайті Наукова електронна бібліотека періодичних видань НАН України (українською) [Архівовано 22 лютого 2020 у Wayback Machine.]
- сторінка Theriologia Ukrainica на сайті Національної наукової бібліотеки (українською) [Архівовано 22 березня 2022 у Wayback Machine.]
- сторінка Theriologia Ukrainica на сайті Національної наукової бібліотеки (англійською) [Архівовано 30 березня 2022 у Wayback Machine.]

## Novitates Theriologicae
Бюлетень Novitates Theriologicae (дослівно з латини як «Теріологічні новини») є одним з двох видань Українського теріологічного товариства НАН України і по суті — додатком до журналу Theriologia Ukrainica. Бюлетень видається з 2000 року, наразі видано 10 його випусків.